# Marcela Agoncillo
Vous lisez un « bon article » labellisé en 2017.
Pour les articles homonymes, voir Agoncillo (homonymie).
Marcela Mariño de Agoncillo (née Mariño y Coronel le 24 juin 1859 et morte le 30 mai 1946) est une femme philippine connue pour avoir cousu pour la toute première fois le drapeau des Philippines, ce qui lui vaut le surnom de « mère du drapeau philippin ».
Issue d’une famille aisée de Taal dans la province de Batangas, elle étudie la musique et les arts féminins au Colegio de Santa Catalina. À trente ans, elle épouse Felipe Agoncillo, un avocat et juriste avec qui elle a six enfants. Elle rejoint son mari à Hong Kong où il est exilé durant la révolution philippine. C'est dans cette ville qu’Emilio Aguinaldo, meneur de la révolution, lui demande de coudre le drapeau pour les Philippines dont il a conçu le dessin. Marcela Agoncillo accepte de bonne grâce et confectionne à la main ledit drapeau avec l’aide de sa fille Lorenza et de Delfina Herbosa de Natividad, la nièce de José Rizal.
Cet acte la fait entrer dans l’histoire, car le motif de ce drapeau est toujours utilisé par l'actuelle République des Philippines. Elle demeure ainsi une des quelques femmes associées à l’histoire de la révolution, et sa mémoire est commémorée dans des musées, par divers monuments (dont plusieurs statues aux Philippines), ainsi que dans les arts.

## Biographie

### Jeunesse

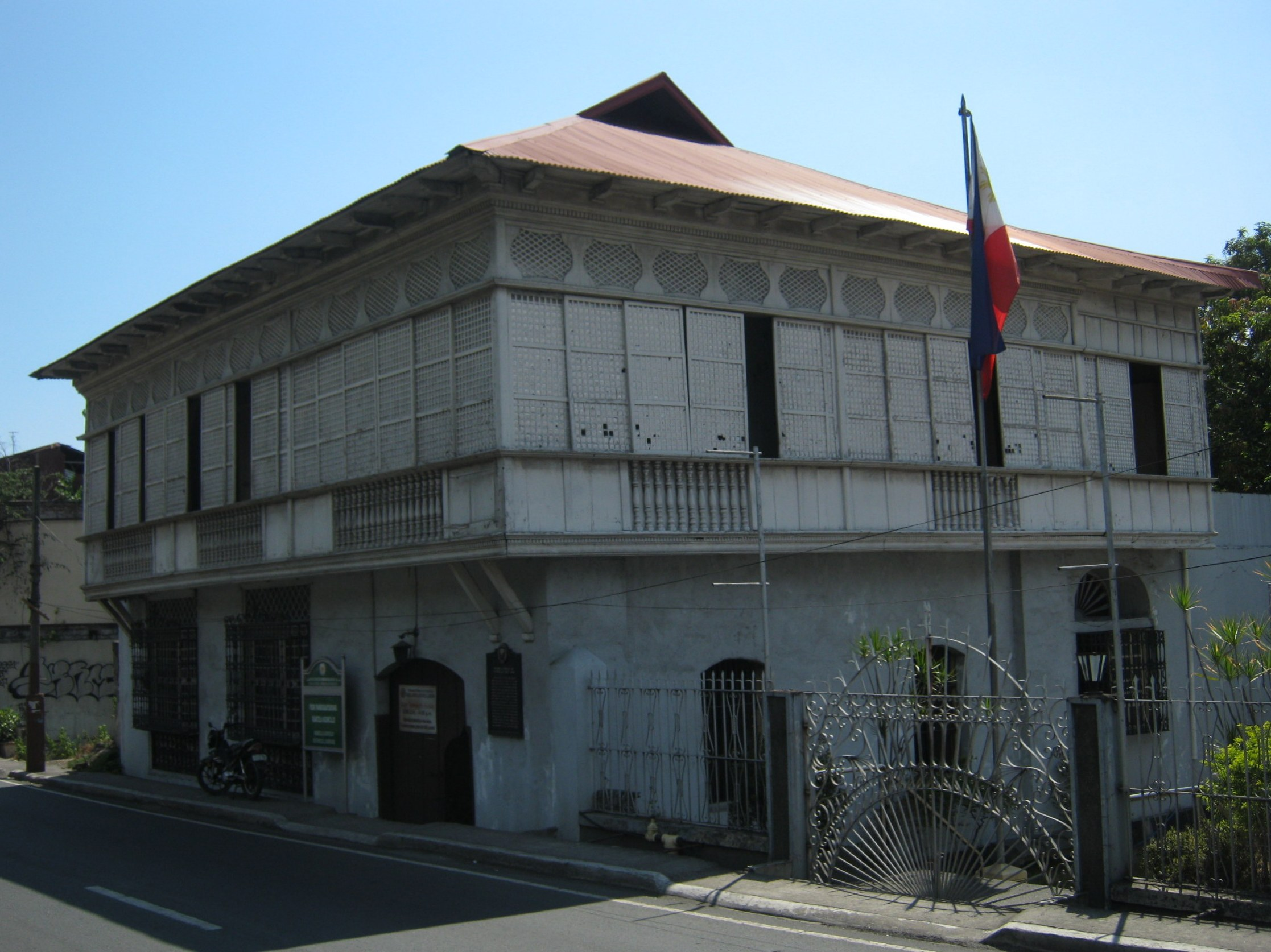
Maison familiale de Marcela Agoncillo à Taal.

Marcela Agoncillo, fille de Francisco Mariño et Eugenia Coronel, naît le 24 juin 1859 à Taal aux Philippines, qui sont alors une colonie du royaume d’Espagne. Elle grandit dans la maison familiale construite vers la fin du XVIIe siècle par son grand-père, Andres Mariño. Fille d’une famille prospère et religieuse, elle est surnommée dans le bourg Roselang Hubog, qui signifie « vierge siégeant dans l’église du bourg ». Des histoires locales racontent que des gens l’attendent patiemment sur le parvis de l’église pour la messe du matin.
Elle est envoyée dans un couvent dominicain pour filles, le Colegio de Santa Catalina à Manille Intramuros, où elle fait son éducation élémentaire et secondaire. Elle apprend notamment l’espagnol, la musique, les arts alors considérés comme féminins — la cuisine, la couture, la broderie, un peu de musique et de peinture — et la bienséance,,. Elle passe son adolescence entre sa ville natale et le couvent.

### Mariage et enfants

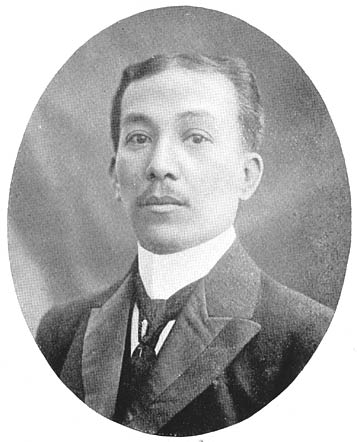
Felipe Agoncillo, l’époux de Marcela.

Marcela Agoncillo épouse Felipe Agoncillo, un riche juriste, alors qu’ils ont tous deux trente ans. Le couple s’installe à Manille dans une maison de deux étages, rue M. H. del Pillar dans le quartier de Malate,.
Ils ont six filles ensemble : Lorenza (« Enchang »), Gregoria (« Goring »), Eugenia (« Nene »), Marcela (« Celing », nommée d’après sa mère qui pense alors qu’elle n’aura pas d’autres enfants), Adela (qui meurt à trois ans) et Maria (« Maring », qui est la dernière de la fratrie à s’éteindre le 6 juillet 1995). C’est Marcela qui s’occupe de l’éducation des enfants. Elle leur recommande notamment de vivre honnêtement, de travailler dur et de ne pas dépendre de la famille. Gregoria est la première Philippine diplômée de l’université d’Oxford. Les trois filles aînées deviennent enseignantes à la fin de leurs études, notamment Lorenza à l’école catholique de Malate. Aucune des trois ne se marie, préférant dédier leur vie à l’enseignement.
Felipe Agoncillo rend des services juridiques aux plus pauvres,, tandis que Marcela et ses filles dédient leur jeudi à la charité, prodiguant argent ou riz, si bien qu’une file se forme devant leur maison. Cette pratique dure jusqu’à leur retraite.

### Départ pour Hong Kong
La révolution philippine contre l’Espagne éclate en août 1896. Felipe Agoncillo, qui sympathise avec les idées révolutionnaires, part peu avant pour Yokohama au Japon en avril 1896, ayant vent de soupçons espagnols à son endroit,,. Il n’y reste que peu de temps, rejoignant vite Hong Kong où d’autres Philippins ont déjà trouvé refuge au début de l’insurrection. Vingt-deux mois plus tard, Marcela et le reste de la famille le rejoignent (les deux dernières filles ne sont pas encore nées). Ils résident au 535 Morrison Hill dans le district de Wan Chai. Felipe reçoit alors de nombreux exilés chez lui, si bien que sa maison devient une sorte de refuge pour les Philippins. Des rendez-vous y ont régulièrement lieu, en particulier en mars et avril 1898 lors du tournant de la révolution sur l’archipel. Parmi les visiteurs notables figurent Emilio Aguinaldo, futur président des Philippines, et Antonio Luna, général philippin. Josephine Bracken, la fiancée de José Rizal, un intellectuel philippin bien connu, trouve aussi refuge chez les Agoncillo lorsque les Espagnols la menacent de représailles.

### Confection du drapeau philippin

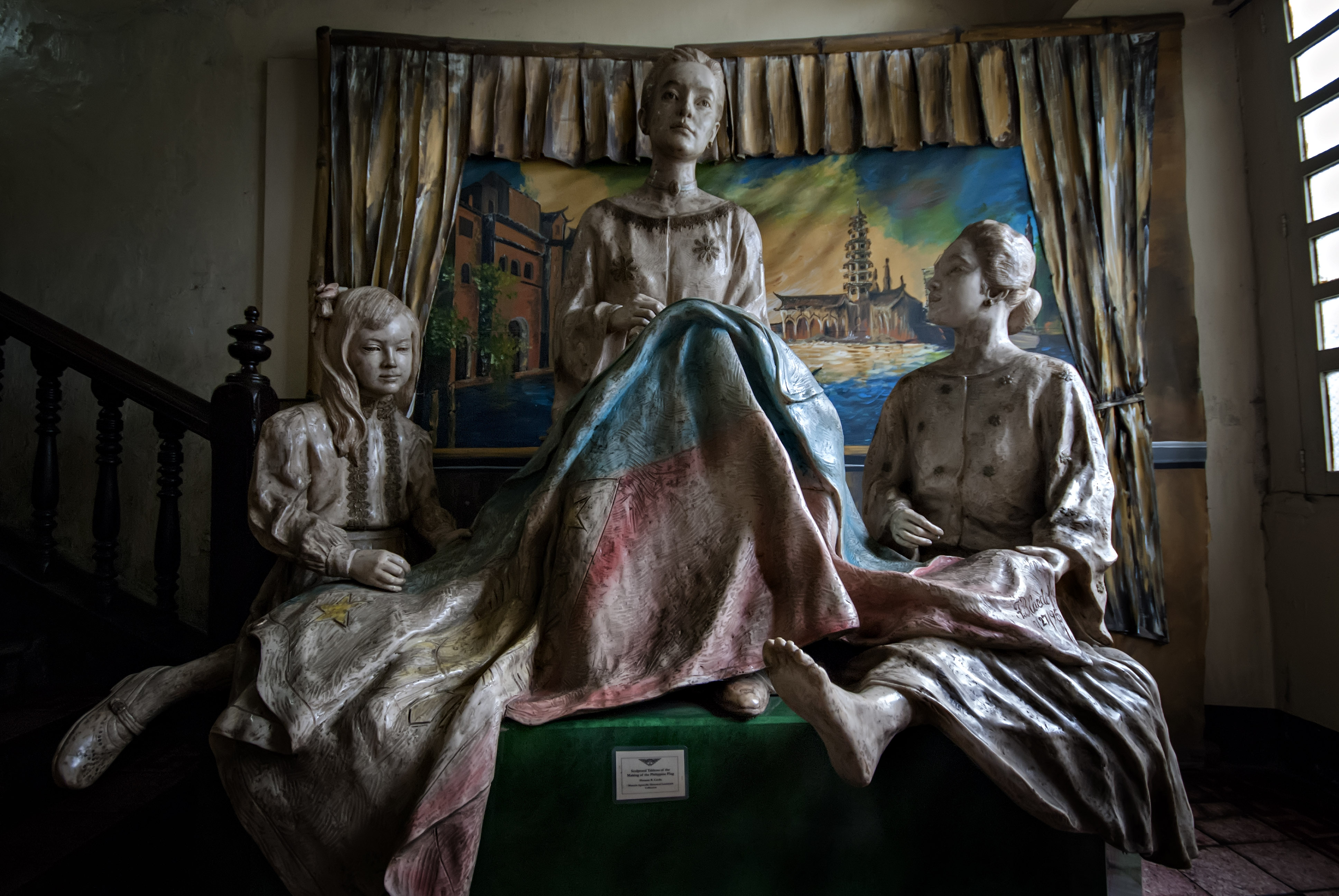
Sculpture de Marcela Agoncillo, sa fille Lorenza et Delfina Herbosa de Natividad en train de coudre le drapeau. Musée de la maison natale de Marcela.

En exil à Hong Kong depuis décembre 1897 après la signature du pacte de Biak-na-Bato qui instaure un cessez-le-feu entre l’Espagne et les révolutionnaires, Emilio Aguinaldo visite lui aussi fréquemment la maison des Agoncillo. Peu avant de retourner sur l’archipel en mai 1898 pour raviver l’insurrection, il demande à Marcela de coudre un drapeau qu’il a dessiné pour symboliser les aspirations du peuple philippin,. Marcela se met à la tâche avec sa fille ainée, Lorenza (alors âgée de sept ans) et Delfina Herbosa de Natividad, une nièce de José Rizal,,. Elles œuvrent promptement à la main et avec une machine à coudre lors de longues et difficiles sessions de travail, et doivent s’y reprendre à plusieurs reprises pour réaliser parfaitement les rayons du soleil et les étoiles. Elles utilisent de la soie achetée à Hong Kong pour les deux bandes de couleur rouge et bleue et le triangle blanc, ainsi que des broderies dorées pour le soleil et les étoiles,,. Les trois étoiles représentent les principales régions de l'archipel, tandis que les huit rayons de soleil symbolisent les huit provinces qui s'étaient soulevées au début de la révolution, ; les drapeaux américains et cubains servent de modèle pour le choix des couleurs (bleu, rouge et blanc), et le triangle franc-maçon y est inclus. Achevé en cinq jours, le drapeau est plus tard connu sous le nom de « Trois étoiles et un soleil »,.

Le drapeau philippin officiel.

Le 17 mai 1898, Marcela Agoncillo apporte le drapeau à Aguinaldo, qui l'emporte avec lui à son retour sur l’archipel. Il le hisse lors de la bataille d’Alapan le 28 mai 1898, ainsi qu’à sa fenêtre à Kawit le 12 juin 1898 lorsqu’il proclame l’indépendance des Philippines,,, au son de l’hymne Marcha Filipina,. Marcela Agoncillo n’assiste toutefois pas à l’événement, car son époux reste à Hong Kong. Elle déclare à ce sujet lors d’une interview : « Dans la maison du 535 Morrison Hill, où je vivais avec ma famille, exilée de mon pays pour la cause nationale, j’ai eu la chance de confectionner le premier drapeau philippin sous la direction de l’illustre général Emilio Aguinaldo y Famy. Cela me prit cinq jours pour faire le drapeau national, et à son achèvement, je l’ai apporté moi-même au général Emilio Aguinaldo avant qu’il n’embarque sur le McCulloch. Le général Aguinaldo est le meilleur témoin pour confirmer si ce drapeau était bien le premier à être hissé à Cavite au commencement du gouvernement révolutionnaire contre le gouvernement d’Espagne. »

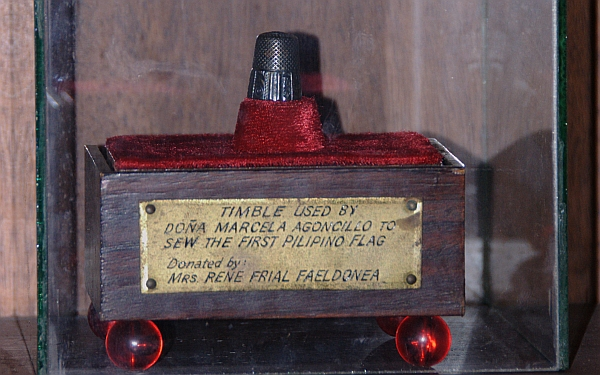
Le dé à coudre de Marcela Agoncillo, qu’elle utilisa pour la confection du drapeau. De nos jours, il est exposé au palais de Malacañan.

Adopté par les révolutionnaires, le drapeau est largement dupliqué à l’époque. Par exemple, Patrocinio Gamboa, une révolutionnaire d’Iloilo issue comme Marcela d’un milieu aisé, en confectionne une réplique qu’elle délivre au péril de sa vie pour l’inauguration du gouvernement révolutionnaire des Visayas le 18 novembre 1898.

### Après la révolution
Marcela Agoncillo reste à Hong Kong avec ses filles de 1895 à 1906, où elle prend soin du foyer. Elle donne naissance à leur dernier enfant, Maria, le 22 mars 1906. Leurs ressources ont fondu à cause des dépenses importantes que nécessitent le soutien à la révolution et l’activité diplomatique de Felipe en France et aux États-Unis. Elle doit même vendre les tabliers des enfants ainsi que ses bijoux pour subvenir aux besoins de la famille et payer pour leur retour à Manille.
De retour à Manille désormais sous domination américaine,, la famille s’installe de nouveau dans leur maison de Malate. Leurs difficultés financières cessent, car Felipe reprend sa profession de juriste, son activité de diplomate n’ayant plus lieu d’être après la chute de la Première République des Philippines,. Reprenant sa vie quotidienne, Marcela continue à pratiquer la charité chaque semaine.
En raison de la Seconde Guerre mondiale et de la mort de Felipe le 29 septembre 1941, Marcela et ses filles connaissent des privations de nourriture, d’eau et d’autres biens de première nécessité. Leur maison est de plus détruite par un incendie durant la guerre. Marcela, qui reste pragmatique, se contente de dire à ses filles : « Nous allons donc devoir aller à Taal. »

### Fin de vie
La santé de Marcela Agoncillo, appelée par ses proches « Doña Marcela » ou « Lola Celay » (lola signifiant « grand-mère » en tagalog),, se détériore durant la guerre. Elle continue toujours à porter le deuil de son époux, si bien que ses filles croient nécessaire de cacher toute photo ou tout portrait de lui.
Elle meurt le 30 mai 1946 à Taal à l’âge de 86 ans. Ses restes sont enterrés à Manille aux côtés de son mari au cimetière catholique La Loma, selon ses dernières volontés.

## Devenir du drapeau

Version du drapeau original selon les descendants d'Aguinaldo, avec un soleil à visage humain et une inscription, "Forces expeditionnaires du nord de Luzon", en son milieu.

L’histoire et le motif du drapeau de Marcela ne sont pas connus avec certitude. Emilio Aguinaldo indique l’avoir perdu après la révolution, tandis que ses descendants affirment être en sa possession et le prêtent au musée de Baguio en 1998 ; selon eux, Aguinaldo ment pour protéger le drapeau des Américains,. Marcela « Celing » M. Agoncillo (celle des filles de Marcela qui porte son prénom) accrédite cette version en affirmant avoir vu les Aguinaldo entreposer le drapeau dans un coffre de banque. Ce faisant, elle en fait faire une réplique selon ses souvenirs ainsi que les récits de sa mère. Cependant, le drapeau du musée de Baguio diffère de la réplique de Marcela : il présente en son milieu une inscription dorée entre deux brins de laurier, et son bleu est plus clair ; de plus, dans la réplique de Marcela, le soleil et les étoiles sont anthropomorphiques (représentant un visage), tandis que seul le soleil l'est dans la version de Baguio. Une troisième version, présentée comme le drapeau de bataille d’Aguinaldo, est aussi exposée à Baguio, arborant un bleu très foncé, presque noir, et des étoiles à visage. Il n’existe aucune certitude quant à l’authenticité de ces drapeaux ou à la précision du témoignage de Marcela,, mais le drapeau actuel ne présente ni anthropomorphisme, ni inscription ou laurier.

## Commémoration
La mémoire de Marcela Agoncillo est toujours célébrée de nos jours sur l’archipel, car le drapeau national de l'actuelle République des Philippines reste peu ou prou similaire au sien. Si la place des femmes dans la révolution reçoit peu d'attention de la part des historiens, les cantonnant généralement à un rôle de soutien ou de mère, l'œuvre de Marcela montre que même une tâche anodine comme coudre un drapeau peut revêtir une importance symbolique,.

### Art et plaques commémoratives
Plusieurs monuments ou plaques commémoratives sont érigés en mémoire de la famille Agoncillo. Depuis le 27 novembre 1955, une plaque est dédiée à Marcela au cimetière La Loma par l’Institut historique national des Philippines, et un musée à son nom est installé dans sa maison natale de Taal, selon ses dernières volontés,. Ce musée expose des drapeaux et des dioramas montrant la confection du premier drapeau. Une statue en bronze de Marcela debout tenant le drapeau se dresse devant la maison. Deux écoles élémentaires à Manille et Pasay portent son nom,.
Napoleon Abueva crée en 1996 une sculpture en marbre et béton intitulée Trois femmes tissant le drapeau philippin et représentant Marcela flanquées de deux autres femmes qui s’attellent à tisser le drapeau. Fernando Amorsolo a peint le tableau La Confection du drapeau philippin sur le sujet. Abueva et Amorsolo décident tous deux de représenter trois femmes adultes dans leur œuvre, alors qu’historiquement, l’une d’entre elles est une enfant (Lorenza).
À Hong Kong, une plaque lui est dédiée dans le parc Morrison Hill pour commémorer le lieu où le drapeau a été créé. Cependant, la maison où les Agoncillo résidaient n’est pas signalée, tout comme de nombreux lieux d’importance pour les exilés philippins.

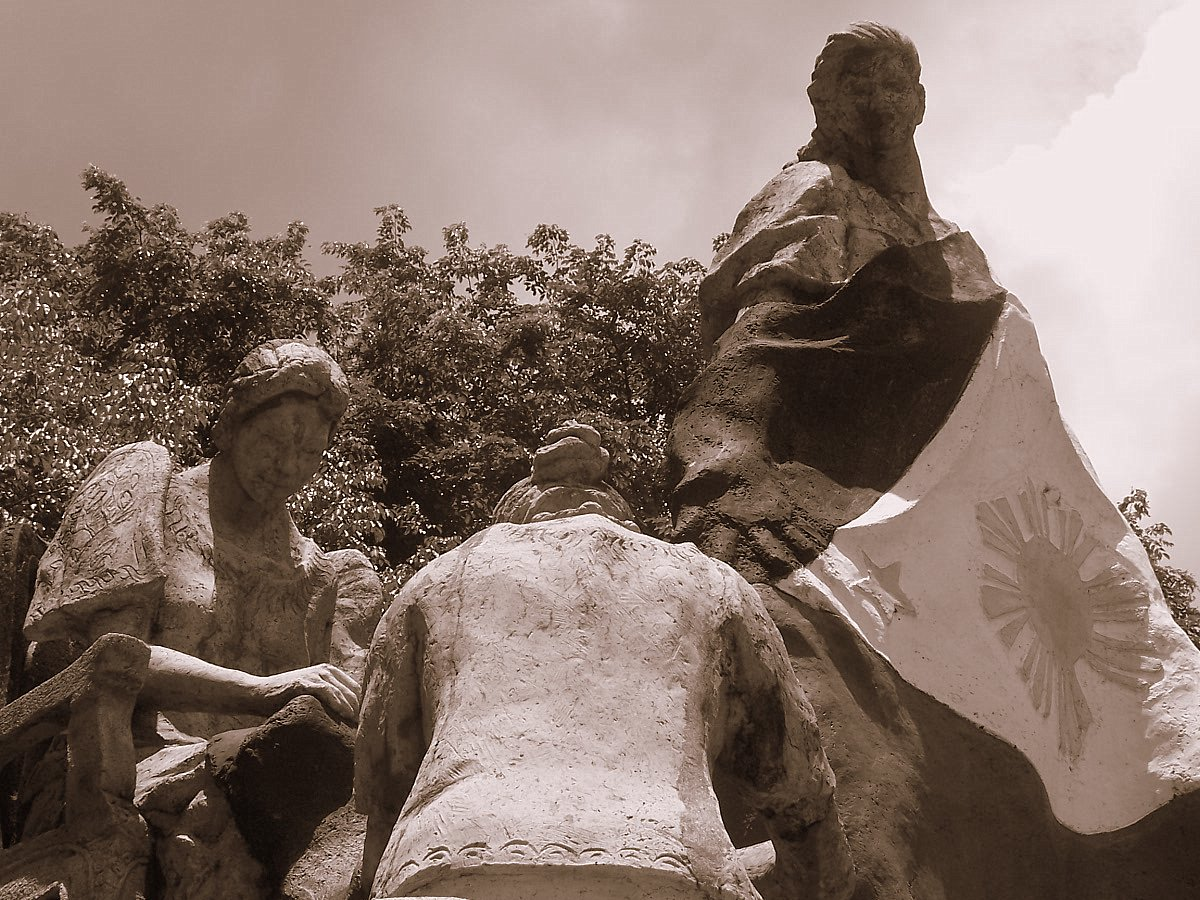
Trois femmes tissant le drapeau philippin, sculpture de Napoleon Abueva située sur le campus de l’université des Philippines.
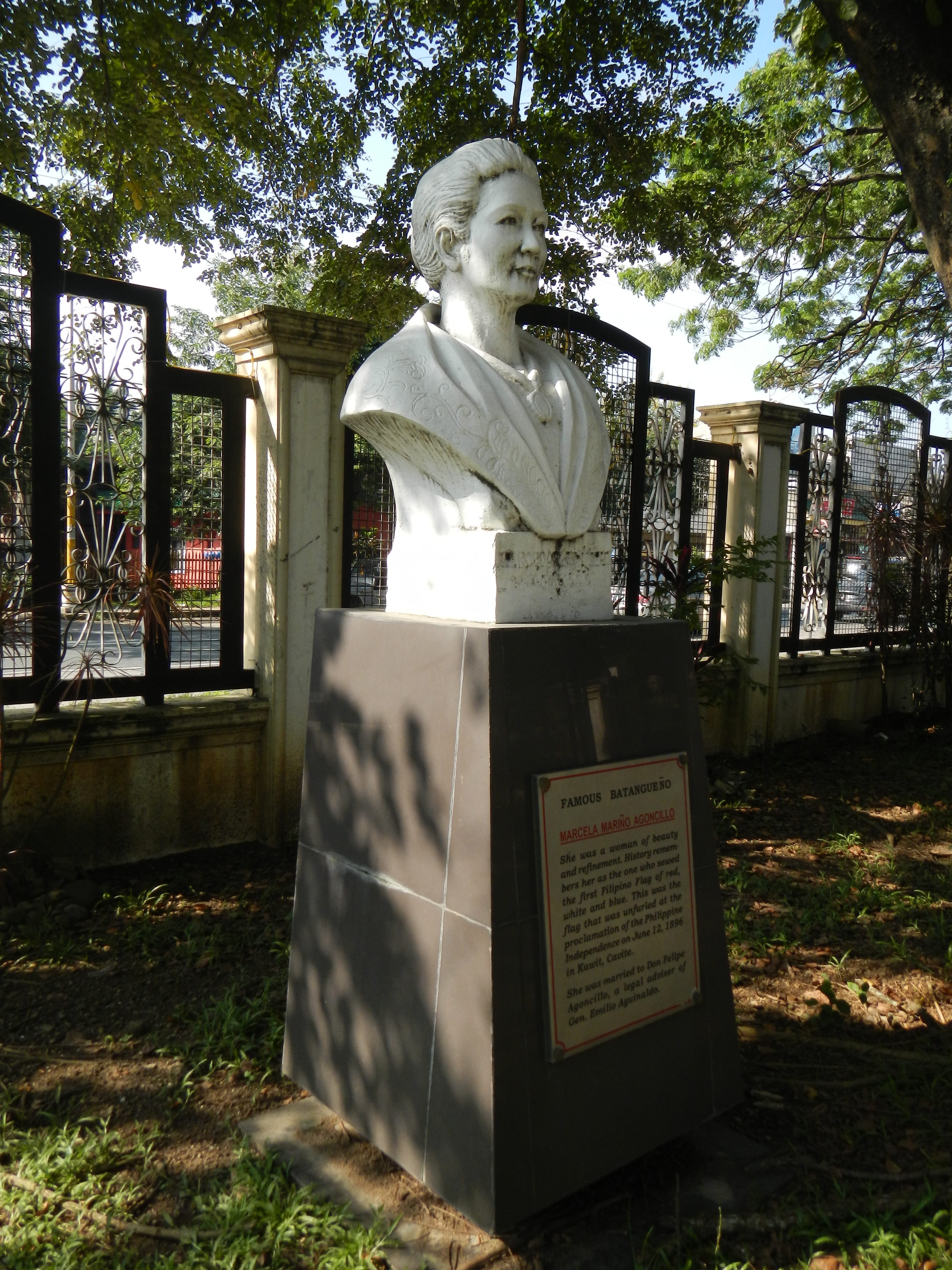
Buste de Marcela Agoncillo au capitole provincial de Batangas.
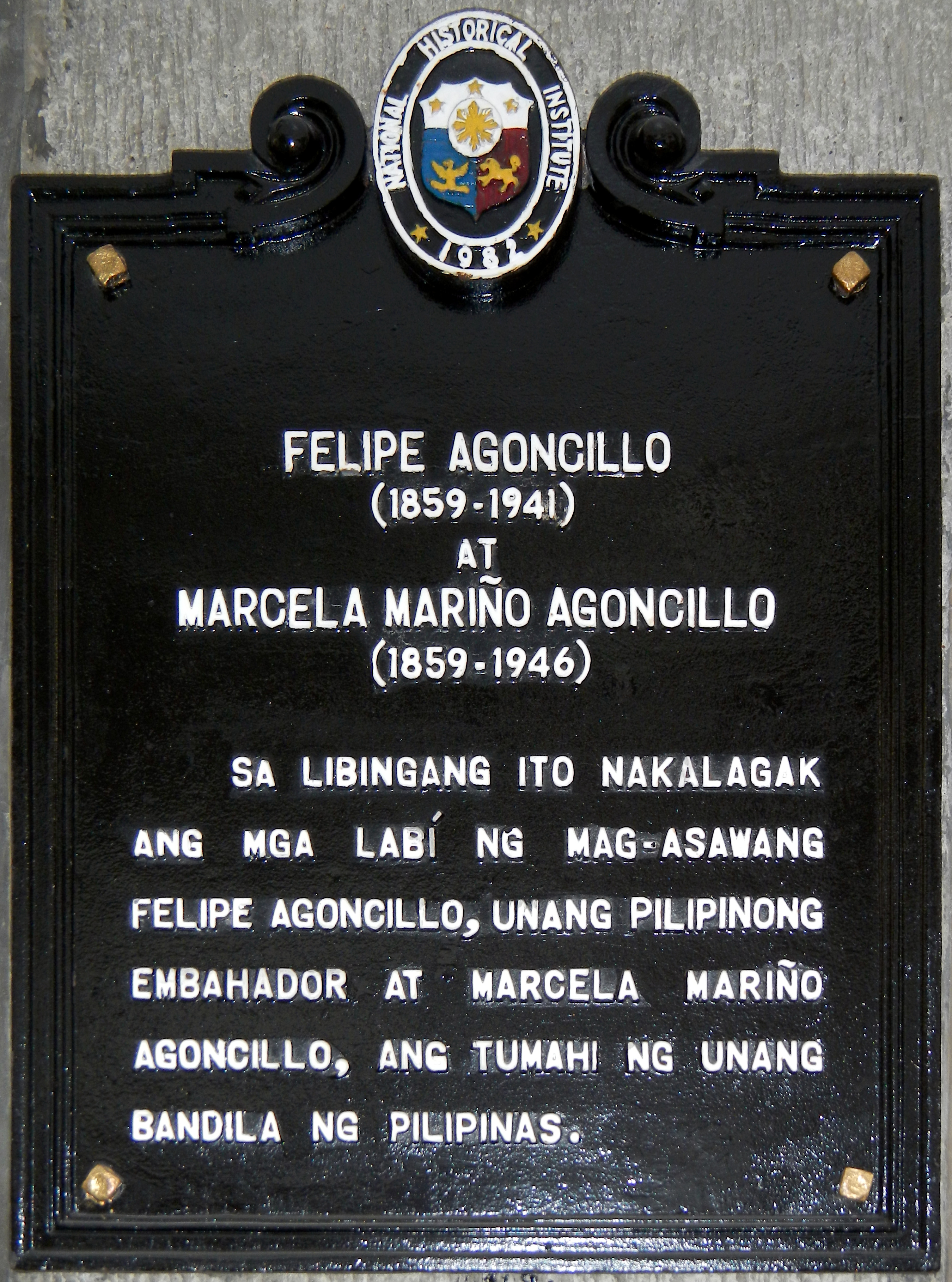
Plaque commémorative au cimetière La Loma.
Tombe de Marcela Agoncillo.
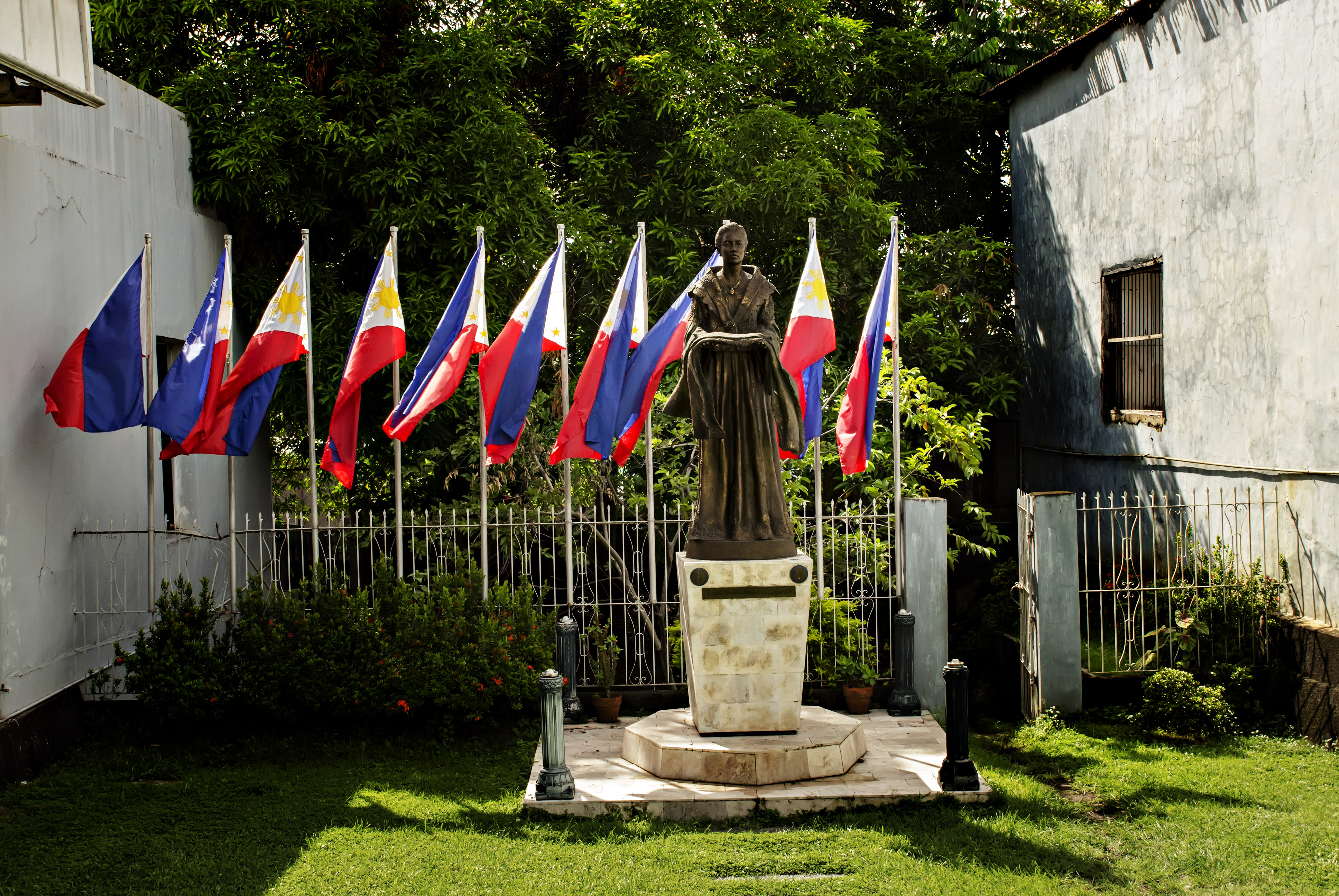
Statue dans le jardin de sa maison natale à Taal.
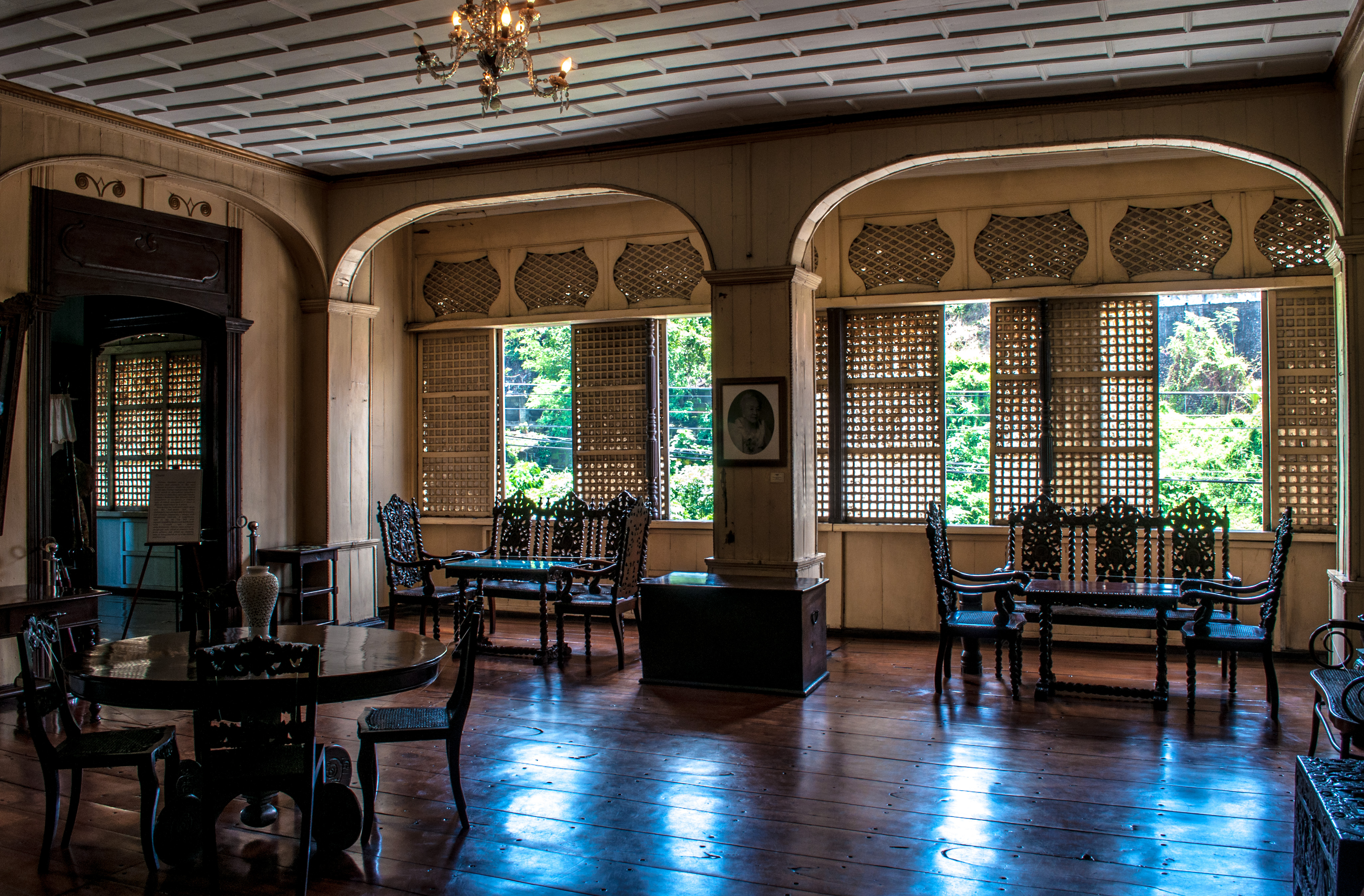
Intérieur de sa maison natale, aujourd’hui un musée en son honneur.

### Cinéma
Marcela Agoncillo est mise en scène dans le film El Presidente sorti en 2012.